# Мензеля
Мензеля (тат. Минзәлә) — река в России, протекает по Татарстану. В прошлом — приток реки Ик, ныне впадает в Нижнекамское водохранилище.

## Физико-географическая характеристика
Длина реки — 159 км, площадь водосборного бассейна — 2120 км². Берёт начало у села Новый Мензелябаш Сармановского района, протекает по асимметричной наклонённой к долине реки Камы высокой равнине. Долина реки широкая и асимметричная, с сетью оврагов и балок, с карстовыми формами рельефа.
В Мензелю впадают 34 притока, среди которых наиболее крупными являются реки Иганя (50,7 км), Ургуда (31 км), Сакловасу (15 км), Камышлы (14,6 км), Ашпалинка (13,2 км), Мазинка, Холодная, Татарский Илек и др.
Высота истока — выше 233 м над уровнем моря. Высота устья — 63 м над уровнем моря

## Гидрография
Река маловодная. Питание реки смешанное, преимущественно снеговое (76 %). Распределение стока внутри года неравномерное. Годовой слой стока — 103 мм, 78 из которых приходится на период весеннего половодья. Межень устойчивая, очень низкая, 1.8 м³/с в устье. Модули подземного питания составляют 0,25—3,0 л/(с⋅км²).
Качественный состав воды меняется по длине реки от гидрокарбонатно-сульфатно-кальциевой до хлоридно-гидрокарбонатно-кальциевой, жёсткостью от 6,5—9.0 ммоль/л весной до 9—20 ммоль/л в межень. Минерализация — от 400—500 мг/л весной до 500—1000 мг/л в межень. Мутность — 1900 г/м³.

## Хозяйственное использование
Река имеет большое хозяйственное значение для региона. Используется для водоснабжения ряда населённых пунктов, сельскохозяйственных предприятий.
Постановлением Совета министров Татарской АССР № 25 от 10 января 1978 года признана памятником природы регионального значения. Входит в список особо охраняемых природных территорий Республики Татарстан.